# Butchers Lake
Butchers Lake är en sjö i Australien. Den ligger i delstaten Victoria, omkring 120 kilometer väster om delstatshuvudstaden Melbourne. Butchers Lake ligger 115 meter över havet. Arean är 0,14 kvadratkilometer. Den ligger vid sjöarna  Lake Gundare Lake Beeac och Thomas Lake. Den sträcker sig 0,6 kilometer i nord-sydlig riktning, och 0,4 kilometer i öst-västlig riktning.
Trakten runt Butchers Lake består till största delen av jordbruksmark. Runt Butchers Lake är det mycket glesbefolkat, med 4 invånare per kvadratkilometer. Genomsnittlig årsnederbörd är 921 millimeter. Den regnigaste månaden är juni, med i genomsnitt 126 mm nederbörd, och den torraste är februari, med 37 mm nederbörd.